# Fraunhofer-Institut für Produktionsanlagen und Konstruktionstechnik
Das Fraunhofer-Institut für Produktionsanlagen und Konstruktionstechnik IPK ist eine Forschungseinrichtung der Fraunhofer-Gesellschaft mit Sitz in Berlin. Die Forschungsthemen konzentrieren sich auf produktionstechnische Fragestellungen. Das Institut wurde 1976 gegründet. Leiter des IPK war bis 1997 Günter Spur, sein Nachfolger als Leiter ist seitdem Eckart Uhlmann.

## Forschung und Entwicklung
Das Fraunhofer IPK forscht und entwickelt entlang der gesamten Prozesskette der Produktion. Wissenschaftler sind daher in der Regel Ingenieure, Maschinenbauer oder Informatiker.

## Fachabteilungen
Die Arbeit gliedert sich in folgende fünf Geschäftsgebiete:

### Unternehmensmanagement
Dieser Bereich arbeitet an der Entwicklung und Umsetzung innovativer Konzepte zur Gestaltung der Leistungserstellungsprozesse in Unternehmen, dem Management sowie an der Entwicklung von Methoden und Softwarewerkzeugen zur Unterstützung der Unternehmensplanung und -steuerung. Ein Schwerpunkt liegt dabei auf dem Thema Wissensmanagement. Dieses Geschäftsgebiet wird geleitet von Holger Kohl.

### Virtuelle Produktentstehung
Dieser Bereich arbeitet an der Vision einer vollständigen Digitalisierung von Produktentstehungsprozessen. Dazu werden Methoden und Werkzeuge gestaltet, die es ermöglichen, zu einem frühen Zeitpunkt im Produktlebenszyklus dessen spätere Phasen zu berücksichtigen und vorzubereiten. Dieses Geschäftsgebiet wird geleitet von Kai Lindow.

### Produktionssysteme
Der Bereich Produktionssysteme arbeitet an der Entwicklung, Bereitstellung und Optimierung von Produktions- und Fertigungstechnologien sowie der erforderlichen Maschinen- und Steuerungstechnik zur Herstellung innovativer Produkte. Die technologischen Neuentwicklungen werden im umfangreich ausgestatteten Versuchsfeld des PTZ erprobt. Dort stehen neben modernsten Werkzeugmaschinen auch eine Vielzahl von Mess- und Analysegeräten zur Verfügung. Dieses Geschäftsgebiet wird geleitet von Julian Polte.

### Automatisierungstechnik
Ein Teil dieses Bereichs ist spezialisiert auf dem Gebiet der automatischen optischen Mess- und Prüftechnik. Bereits in den 1980er Jahren wurde die erste automatische optische Prüfeinrichtung für Automobilzulieferteile entwickelt, die sich im industriellen Einsatz bewährt hat. Neben der Entwicklung numerisch effizienter Algorithmen ist die Auswahl geeigneter Kameratechnik, Beleuchtung, Handhabung und Einbindung in vorhandene Automatisierungsanlagen Gegenstand des Tätigkeitsfeldes. Dieses Geschäftsgebiet wird geleitet von Jörg Krüger.

### Füge- und Beschichtungstechnik
Fügen und Beschichten neuer Werkstoffe und Werkstoffkombinationen anforderungsgerecht gestalten, die Qualität und Zuverlässigkeit der Verbindungen und Beschichtungen erhöhen und die Verfahren bezüglich Produktivität, Arbeitsschutz sowie Umwelt- und Ressourcenschonung verbessern – darum geht in diesem Bereich des Fraunhofer IPK. Dieses Geschäftsgebiet wird geleitet von Michael Rethmeier. 

## Kooperationen
Das Fraunhofer IPK ist Mitglied im Fraunhofer-Verbund Produktion.
Neben den industriellen Partnern aus Schlüsselbranchen wie dem Maschinen- und Anlagenbau, der Elektrotechnik und der Fahrzeugindustrie bestehen auch Kooperationen mit Dienstleistungsunternehmen aus dem Bereich der Informationstechnik und dem Gesundheitswesen sowie mit öffentlichen Einrichtungen.
Im universitären Bereich besteht eine Kooperationsvereinbarung mit dem Institut für Werkzeugmaschinen und Fabrikbetrieb der Technischen Universität Berlin.

## Bekannte Projekte

### Automatisierte virtuelle Rekonstruktion der zerrissenen Stasi-Akten
Im sogenannten Stasi-Schnipsel-Projekt hat das Fraunhofer IPK eine Software entwickelt, die beschädigte und zerstörte Dokumente digital rekonstruiert. Im April 2007 erhielt das Institut vom Beschaffungsamt des Bundesministeriums des Innern (BMI) den Forschungsauftrag, ein Verfahren und ein Pilotprojekt zu entwickeln, mit dem zerrissene Unterlagen des Ministeriums für Staatssicherheit der ehemaligen DDR virtuell rekonstruiert werden können. Gescannte Papierfetzen werden die mithilfe komplexer Algorithmen der Bildverarbeitung und Mustererkennung nach Farbe, Form, Textur und weiteren Merkmalen sortiert und anschließend zusammengesetzt.

### WeiMA
WeiMa, ein digitales Handbuch unterstützt Servicetechniker.

## Infrastruktur
Es sind rund 410 Personen, darunter auch eine Vielzahl Studierender, beschäftigt.
Der Betriebshaushalt lag im Geschäftsjahr 2023 bei 24,2 Millionen Euro. Etwa 30 % hiervon kamen aus der Grundfinanzierung, welche zu 90 % aus Bundesmitteln und zu 10 % aus Landesmitteln finanziert wird. Rund 26 % des Betriebshaushalts waren Erträge aus der Auftragsforschung der Wirtschaft, die restlichen Mittel stammen aus öffentlichen und sonstigen Erträgen.
Das Fraunhofer IPK wird seit 1997 von Eckart Uhlmann geleitet. Er ist in Personalunion auch Leiter des Fachgebiets Werkzeugmaschinen und Fertigungstechnik am Institut für Werkzeugmaschinen und Fabrikbetrieb der Technischen Universität Berlin.